# 腎上腺
在哺乳類動物中，腎上腺（adrenal gland，suprarenal gland）是位於两腎臟上方前内侧缘的一对內分泌腺體，因而得名。肾上腺外观呈红褐色，与同侧肾共同被肾筋膜所包裹；左侧肾上腺近似半月形，右侧肾上腺略呈三角形（标准解剖学姿势下的左右）。肾上腺内部分为皮质和髓质两部分，外周是皮质，中心是髓质，皮质来源于中胚层，而髓质来源于外胚层。肾上腺合成分泌皮质激素和髓质激素，主要参与调节体内代谢及調控身體對壓力產生的反應（应激反应），以维持机体的基本生命活动。
皮质激素属于类固醇激素，如：糖皮质激素、盐皮质激素、雄性激素等；髓质激素属于儿茶酚胺，如：肾上腺素、去甲肾上腺素等。

## 位置和功能
人體中，腎上腺位於腹腔，緊貼於腎臟上方。某些物種例如魚類以及兩棲類，其腎上腺並非完整的單一腺體，而是散布於腎臟表面的腎上腺組織。人類腎上腺的位置在第12節胸椎，由腎上腺動脈提供血液。
腎上腺主要由腎上腺髓質和皮質組成。這兩類內分泌細胞均受中樞神經系統發出的訊號所控制：

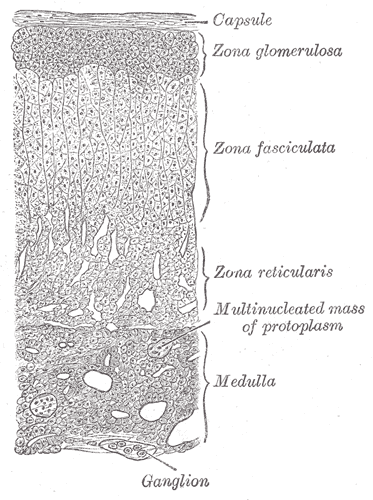
腎上腺組織學

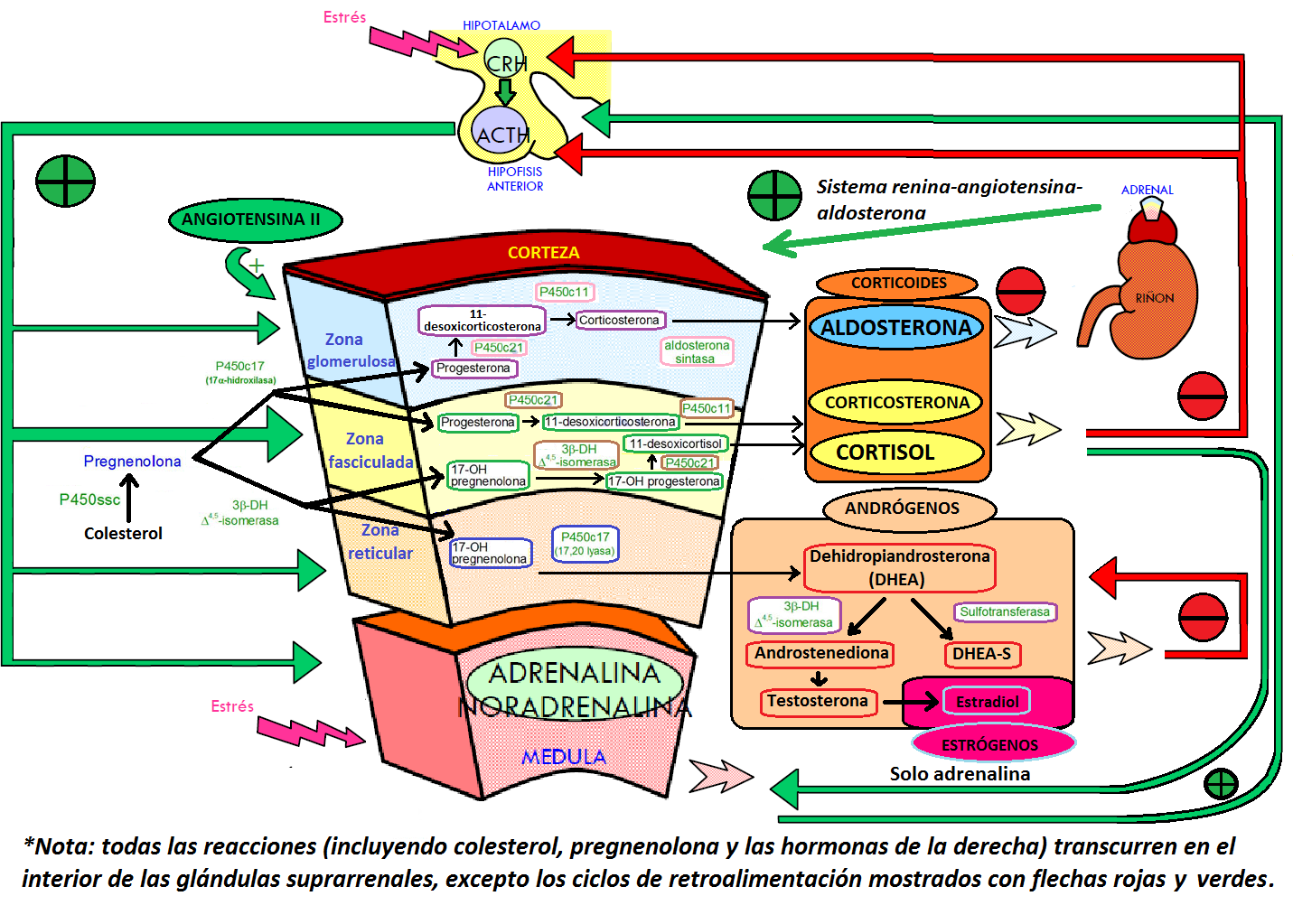
腎上腺中，類固醇激素的合成

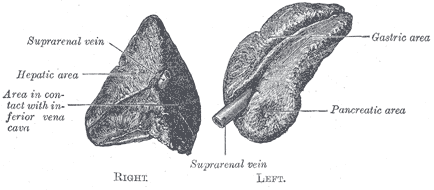
腎上腺

- 腎上腺髓質（英语：Adrenal medulla）
顧名思義，腎上腺髓質是腎上腺位於核心的部分，被皮質包圍。髓質內的嗜鉻細胞是血液中腎上腺素和正腎上腺素的主要來源。這些水溶性荷爾蒙由胺基酸酪氨酸經由一連串的酵素反應而生成，經由交感神經觸發後釋放到血液中，是控制戰鬥或逃跑反應的重要荷爾蒙。腎上腺髓質細胞可視為特化的交感神經細胞，這些交感神經細胞沒有明顯的神經突觸，而是直接將神經傳導物質分泌到血液中。腎上腺髓質也是血液中多巴胺的主要來源之一。
肾上腺髓质的嗜铬细胞起源于胚胎时期的神经嵴[5]。
- 腎上腺皮質
腎上腺皮質則負責利用膽固醇，經由一系列的酵素催化反應而合成皮質類固醇[6]。依照組織學上細胞排列的不同，人類腎上腺皮質可再細分成三層。最外層（球狀帶）的皮質細胞可以分泌醛固酮以調節身體中的水份及電解質濃度。皮質的中層（束狀帶）是體內合成糖皮質素（如皮質醇）的主要來源。最內層（網狀帶）的皮質細胞則可以製造男性荷爾蒙（如睾酮）。腎上腺皮質類固醇的分泌可以被腦下垂體、腦下視丘、和腎素-血管收縮素系统所分泌的多種神經內分泌荷爾蒙直接或間接地控制。下視丘-腦垂體-腎上腺軸除了可以控制糖皮質素的分泌之外，也會影響醛固酮的分泌。部分的動物例如小鼠，腎上腺並不具有網狀帶，其腎上腺也不會分泌男性荷爾蒙。而由於小鼠的腎上腺細胞缺乏合成皮質醇所需的一種酵素，小鼠的腎上腺也無法分泌皮質醇。

### 動脈和靜脈
三條向腎上腺提供血液的動脈為：
- 上腎上腺動脈（英语：superior suprarenal artery）（源自橫膈下動脈（英语：inferior phrenic arteries））
- 中腎上腺動脈（英语：middle suprarenal artery）（源自腹主動脈）
- 下腎上腺動脈（英语：inferior suprarenal artery）（源自腎動脈（英语：renal artery））

腎上腺靜脈包括：
- 右腎上腺靜脈（英语：right suprarenal vein）（流向下腔靜脈（inferior vena cava））
- 左腎上腺靜脈（英语：left suprarenal vein）（流向左腎靜脈或左橫膈下靜脈（英语：inferior phrenic vein））

腎上腺和甲狀腺是以每克組織計接收血液量最高的器官，其中，可多至60條細動脈向一個腎上腺體輸血。

## 參閱
- 戰鬥或逃跑反應
- 壓力 (醫學)

### 外部參考
- Adrenal Gland, from Colorado State University